# 7 شوال
- السبت
- الأحد
- الاثنين
- الثلاثاء
- الأربعاء
- الخميس
- الجمعة

- 2929 مارس 2025
- 130 مارس 2025
- 231 مارس 2025
- 31 أبريل 2025
- 42 أبريل 2025
- 53 أبريل 2025
- 64 أبريل 2025
- 75 أبريل 2025
- 86 أبريل 2025
- 97 أبريل 2025
- 108 أبريل 2025
- 119 أبريل 2025
- 1210 أبريل 2025
- 1311 أبريل 2025
- 1412 أبريل 2025
- 1513 أبريل 2025
- 1614 أبريل 2025
- 1715 أبريل 2025
- 1816 أبريل 2025
- 1917 أبريل 2025
- 2018 أبريل 2025
- 2119 أبريل 2025
- 2220 أبريل 2025
- 2321 أبريل 2025
- 2422 أبريل 2025
- 2523 أبريل 2025
- 2624 أبريل 2025
- 2725 أبريل 2025
- 2826 أبريل 2025
- 2927 أبريل 2025
- 3028 أبريل 2025
- 129 أبريل 2025
- 230 أبريل 2025
- 31 مايو 2025
- 42 مايو 2025

7 شوَّال أو 7 شوَّال المُکَرَّم أو 7 شوَّال المكرَّمة أو يوم 7 \ 10 (اليوم السابع من الشهر العاشر) هو اليوم الثالث والسبعون بعد المائتين (273) من أيَّام السنة (أو الرابع والسبعون بعد المائتين لو كان شهر شعبان مُتممًا لليوم الثلاثين أو الخامس والسبعون بعد المائتين لو أتم كلاً من صفر وربيع الآخر وجمادى الآخرة وشعبان ثلاثين يوماً) وفق التقويم الهجري القمري (العربي). يبقى بعده 81 أو 82 يومًا لانتهاء السنة.

## أحداث
- 3 هـ - وقوع معركة أحد عند جبل أحد بالقرب من يثرب بين المسلمين وأهل مكة، ومقتل حمزة بن عبد المطلب في المعركة على يد وحشي بن حرب بأمر من هند بنت عتبة.
- 482 هـ - وقوع «مذبحة معرة النعمان» إبان الحملة الصليبية الأولى، حيث اقتحم الصليبيون المدينة وقتلوا حوالي 20 ألفًا من سكانها.
- 1027 هـ - توقيع معاهدة «أردبيل» بين الدولة العثمانية وإيران.
- 1294 هـ - الجيش الإمبراطوري الروسي ينتصر على الجيش العثماني الذي يقوده أحمد مختار باشا في معركة «آلاجاداغ»، بعد عدة انتصارات لمختار باشا على الروس في جبهة الأناضول.
- 1326 هـ - السلطان عبد الحميد الثاني يعين الشريف حسين أميراً على مكة.
- 1338 هـ - صدور قرار بإنشاء المجمع العلمي العربي، الذي عُرف فيما بعد بـ«مجمع اللغة العربية». وقد نهض المجمع بأمور اللغة في سوريا، وأحياها في دواوين الحكومة، ونشر الثقافة العربية، وقام بجمع الكتب والمخطوطات، وقد ضم المجمع بين صفوفه أعيان اللغة والفكر في العالم العربي.
- 1414 هـ - إرهابيون في الجزائر يقتلون الصحفي جمال بن زاغو أمام منزله.
- 1418 هـ - زلزال في منطقة حدود أفغانستان وطاجيكستان بقوة 6.1 على مقياس ريختر يؤدي إلى وفاة 2323 شخص على الأقل ووقوع 818 إصابة وتدمير 8094 منزل ونفوق ما يقارب 6725 رأس ماشية.
- 1419 هـ - إسرائيل تبدأ في استغلال قبة الصخرة وذلك بإعلان نشرته وزارة السياحة في حملة دعائية للسياحة في إسرائيل.
- 1420 هـ -
  - القبض على طالب جامعي إسرائيلي عمره 25 هدد بالانتحار بسكين عند مدخل الكنيست بعد عراك أصيب خلاله أحد أفراد الشرطة.
  - السلطات النمساوية تعتقل حليمة نمر والتي يعتقد أنها المسؤولة المالية لحركة فتح \ المجلس الثوري التي يتزعمها صبري البنا \ أبو نضال وذلك بعدما حاولت سحب مبلغ كبير من حساب مصرفي مجمد في فيينا.
- 1422 هـ - القوة المتعددة الجنسيات لإحلال الاستقرار في أفغانستان «إيساف» والحكومة الأفغانية برئاسة حامد قرضاي تبدآن مهامهما.
- 1426 هـ - استخدام قوات الاحتلال الأمريكية في العراق للفسفور الأبيض القابل للاشتعال ضد المدنيين، وقنابل حارقة شبيهة بالنابالم ضد أهداف عسكرية في بلدة الفلوجة، حسب ما أظهر فيلم وثائقي عرضته محطة تلفزيون «راي» الإيطالية.

## مواليد
- 618 هـ - ألفونسو العاشر، ملك قشتالة.
- 1338 هـ - صالح العجيري، عالم فلك كويتي.
- 1368 هـ - قربان بيك باقايف، رئيس قيرغيزستان.
- 1369 هـ - هياتم، ممثلة وراقصة شرقية مصرية.
- 1371 هـ - أحمد الإبياري، كاتب مصري.
- 1379 هـ - فخرية خميس، ممثلة عُمانية.
- 1396 هـ - نايف البشايرة، إعلامي وممثل كويتي.
- 1405 هـ - فدوى المالكي، مغنية مغربية.
- 1408 هـ - محمد رمضان، ممثل مصري.

## وفيات
- 3 هـ - حمزة بن عبد المطلب، عم النبي محمد.
- 1239 هـ - عبد العزيز الدهلوي، عالم وشاعر مسلم هندي.
- 1264 هـ - محمد عبد الوهاب الجندي، فقيه مسلم وشاعر وناثر سوري.
- 1344 هـ - راوية عطية، سياسية مصرية.
- 1368 هـ - إبراهيم المازني، أديب مصري.
- 1387 هـ - غلام رضا تختي، مصارع رياضي وملاكم إيراني.
- 1395 هـ - أحمد زكي عاكف، كاتب وكيميائي مصري من أعلام النهضة الأدبية الحديثة في العالم العربي.
- 1398 هـ - محمد بن الحسن الوزاني، سياسي وصحفي مغربي.
- 1409 هـ - طاهر أبو فاشا، شاعر ومؤلف مصري.
- 1416 هـ - هاني هاني، مخرج مسرحي عراقي.
- 1441 هـ - حسن حسني، ممثل مصري.
- 1442 هـ - عبد الخالق الغانم، مخرج سعودي.
- 1444 هـ - عبد الله كامل ، داعية وقارئ قرآن مسلم مصري كفيف.

## وصلات خارجية
- موقع قصة الإسلام: حدث في شهر شوَّال.